# Joachim Hildebrand

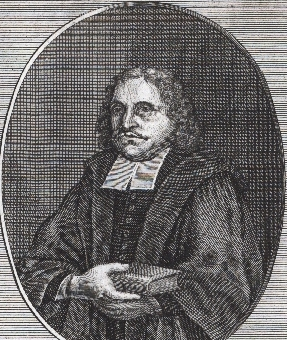
Joachim Hildebrand

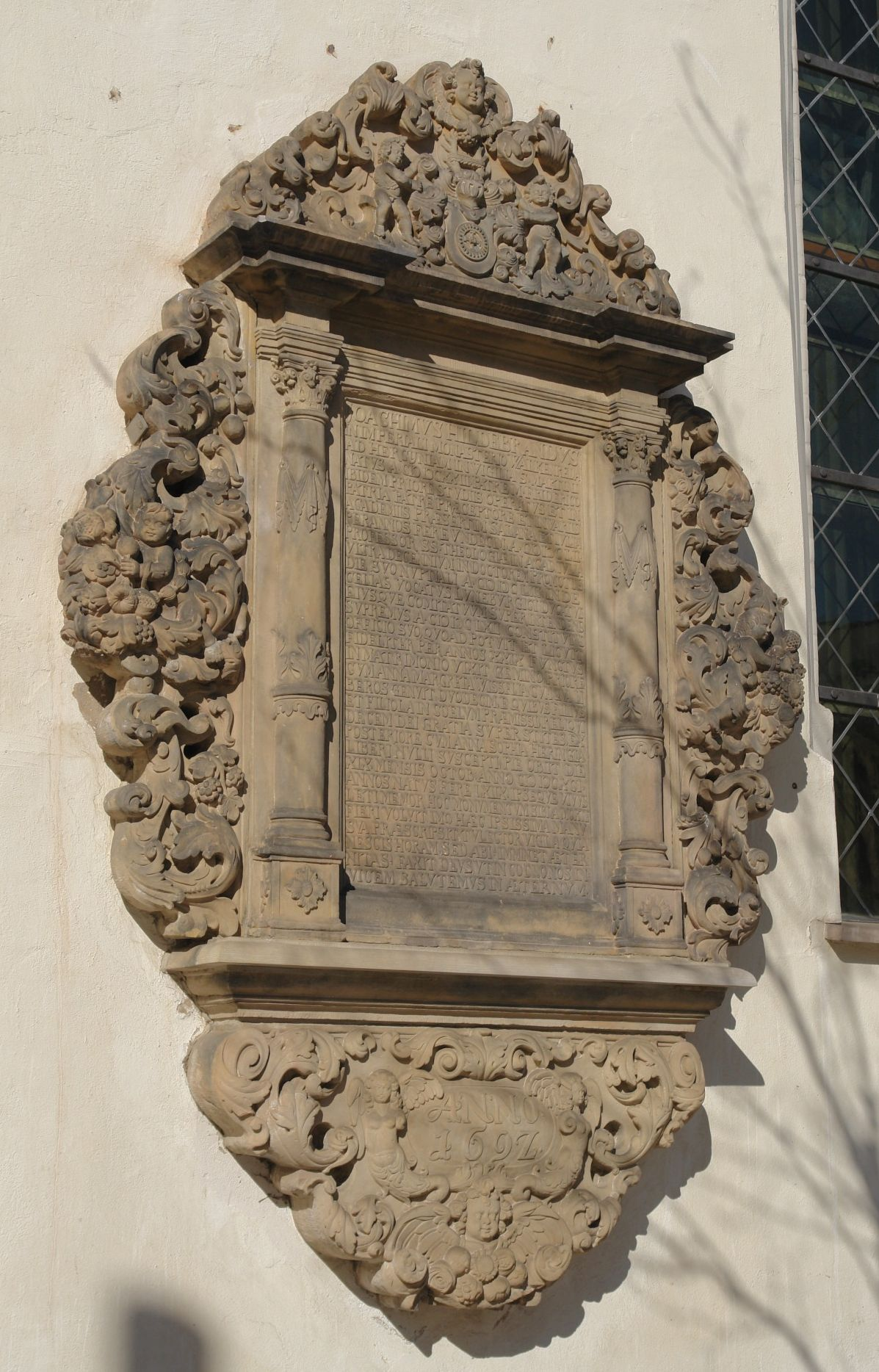
Epitaph für Joachim Hildebrand in St. Marien in Celle

Joachim Hildebrand (* 10. November 1623 in Kloster Walkenried; † 18. Oktober 1691 in Celle) war ein deutscher lutherischer Theologe, Professor an der Universität Helmstedt und Generalsuperintendent der Generaldiözese Lüneburg-Celle.

## Leben
Hildebrand war ein Sohn des Klosterpriors und Pastors Friedrich Hildebrand. Er besuchte ab 1640 die Schule in Nordhausen, 1641 die Universität Jena, 1642 Leipzig, 1643 Helmstedt und wurde dort am 10. Januar 1644 zum Doktor der Philosophie und Magister der freien Künste promoviert. 
Seine erste Stelle trat er als Konrektor an der Schule in Wolfenbüttel an. Er kehrte aber 1646 nach Helmstedt zurück und las dort philosophische und philologische Kollegien, ab 1648 auch Theologie und christliche Altertumswissenschaften. 1652 erhielt Hildebrand eine ordentliche Professur der Theologie und christlichen Altertümer. Am 21. Juni 1653 erhielt er den Titel eines D. theol. 1662 schlug er die deutsche Predigerstelle in Kopenhagen aus, nahm aber im gleichen Jahr den Ruf der Herzogs Christian Ludwig auf die Stelle des ersten Pastors an der Stadtkirche St. Marien in Celle und Generalsuperintendent der Generaldiözese Lüneburg-Celle an.